# Анфімій I Єрусалимський
Анфімій (1717/1718 — Константинополь, 10 листопада 1808) - Єрусалимський патріарх протягом 20 років, з 1788 по 1808 рік.

## Біографічні дані
Він народився в 1717 році (або, за іншими даними, в 1718 році) в арабській родині в Месопотамії. У дитинстві він поїхав до Єрусалиму, де виріс у братстві Гробу Господнього. Здобув прекрасну освіту в Єрусалимській духовній школі під керівництвом митрополита Якова Патмія та митрополита Птолемея, а потім і патріарха Софронія. Вільно володів грецькою, арабською, турецькою та перською мовами.
Завдяки своїм чеснотам і освіченості він був видатним священиком. Був секретарем Братства Гробу Господнього, з 1765 р. очолював Єрусалимську школу і займав посаду протосинкела Патріархату. Він наполегливо працював для освіти, видаючи книги, зміцнюючи проповідь, утримуючи існуючі школи або засновуючи нові. Він значно зміцнив Єрусалимську школу, яка діяла з часів патріарха Парфенія.
У 1774 обраний митрополитом Скіфополя, а в 1787 митрополитом Кесарійським.
4 листопада 1788 року був обраний Єрусалимським патріархом після відставки на його користь літнього патріарха Прокопія. Під час свого Патріархату, за тодішнім звичаєм, проживав переважно в Константинополі. Патріарх Анфімій користувався особливою прихильністю султана Селіма III (1789-1807), який значно зміцнив позиції православних у боротьбі за окупацію святилищ Палестини.
Після російсько-турецької війни між Росією та Туреччиною був підписаний договір і Росія знову була визнана захисницею християн Сходу. У 1795 р., скориставшись відносним фінансовим благополуччям Патріархату, Анфім організував відновлення зруйнованих Єрусалимських монастирів, Патріархат, Св. Катерини, Св. Євфимія, прикрашав храм святих Костянтина і Олени.
У наступні роки, 1797-1781, відбувся похід Наполеона Бонапарта в Єгипет. Визнання Росії захисником християн і вторгнення Наполеона до Палестини розлютили мусульман і загострили різке становище палестинських християн. У різних містах і особливо в Ремлі почалися напади на християн з розправами, пограбуваннями та полоном християн. Османська влада в Єрусалимі зібрала в храмі Воскресіння Господню групу єпископів усіх християнських конфесій, у тому числі 30 православних, на чолі з Патріаршим уповноваженим митрополитом Арсенієм. Заручники провели там 108 днів в очікуванні страти, поки не були звільнені за наказом султана. У 1799 році Наполеон захопив палестинські міста Газа, Йоппа і Ремлі, не просунувшись аж до Єрусалиму. Турки знову замкнули в храмі тисячу християн (по кілька сотень кожної сповіді) і відпустили їх лише після відступу французів.
Анфімій також зіткнувся з проблемами паломництва, такими як спроби вірмен зайняти Голгофу, Віфлеємську печеру та Гефсиманський храм, а також спробу латинян зайняти Гетсиманський храм, що призвело до окупації прилеглої території біля печери. У 1799-1800 і 1803 рр. відбулися зіткнення греків Єрусалиму з вірменами, а в 1804 р. з католиками, що призвело до спалення церкви Воскресіння Христового 30 вересня 1808 р. (за словами греків, її підпалили вірмени). Пожежа почалася від каплиці вірменських оглашених і поширилася майже на всі частини Храму. Ченці всіх трьох спільнот покинули Храм, коли зрозуміли, що не можуть стримати вогонь. Вогонь дійшов до свинцевого купола храму і його зруйнував. Знайшовши легкозаймисті матеріали, він пішов до іконостасу Храму, до святої сходинки і на Голгофу. Два дні й ночі він лютував у Храмі й перетворив його на руїни. Одяг і священне начиння було спалено. Врятовано навіс Гробу Господнього та його дерев’яні двері, печеру, де було знайдено Хрест Господнього, каплицю крадіжок та велику Святу скриню з мощами та святими мощами.
Здається, звістка про пожежу не дійшла до Анфімісія, який помер 10 листопада 1808 року в Константинополі. Перед смертю він зміг вести переговори з султаном Махмудом II про забезпечення прав предків греків у Палестині, що підтвердили його попередники.